# Филдер, Джим
Джим Филдер (англ. Jim Fielder) (род. 4 октября 1947, Дентон, штат Техас) — американский бас-гитарист и гитарист. Больше известен своим непродолжительным участием в группе The Mothers of Invention и как член коллективов Mastin & Brewer, Buffalo Springfield и Blood, Sweat & Tears

## Биография
Получил образование в Loara High School в Анахайме (штат Калифорния). Там же познакомился с будущим фолк-музыкантом Тимом Бакли и с поэтом Ларри Беккетом, сотрудничество с которыми помогло ему начать музыкальную карьеру. В 1966 году Филдер участвовал в записи дебютного альбома Бакли Tim Buckley (1966) вместе с Биллом Манди (будущим участником The Mothers). В конце того же 1966 года присоединился к группе The Mothers of Invention в качестве гитариста и участвовал в записи альбома Absolutely Free (1967), после выхода которого сначала присоединился к группе Buffalo Springfield и играл на их двух альбомах, а затем оказался в коллективе Blood, Sweat & Tears.
После ухода из BS & T Филдер работал в качестве сессионного музыканта. В настоящее время является постоянным участником аккомпанирующего состава певца и композитора — Нила Седаки.

## Дискография
- Child Is Father to the Man (1968) Продюсер: Джон Саймон (RIAA: Gold) #47
- Tell It Like It Is c Джорджом Бенсоном (A&M/CTI, 1969)
- Blood, Sweat & Tears (1968) Продюсер: Джеймс Уильям Гарсио, 1970 Премия «Грэмми» за лучший альбом года. (RIAA: 4 x Мульти-платиновый) #1
- Blood, Sweat & Tears 3 (1970) Продюсер: Бобби Коломби и Рой Хейли (RIAA: Золотой) #1
- Blood, Sweat & Tears 4 (1971) Продюсер: Дон Хекман, Рой Хейли, и Бобби Коломби (RIAA: Золотой) #10
- New Blood (1972) Продюсер: Бобби Коломби #32
- No Sweat (1973) Продюсер: Стив Тирелл #72
- What Goes Up! The Best of Blood, Sweat & Tears (1995) Компиляционный продюсер: Боб Ирвин